# Kirsten Peüliche
Kirsten Peüliche, née le 23 août 1943 à Copenhague (Danemark), est une actrice et metteur en scène danoise.

## Biographie
Kirsten Peüliche est diplômée de l'école du théâtre d'Aalborg en 1966 et est connue depuis plusieurs années pour ses rôles sur les scènes de revues.
En plus de son métier d'actrice, elle se consacre de plus en plus dans sa fonction de metteur en scène, notamment au théâtre d'Aalborg, au théâtre d'Aarhus et au Det Danske Teater (da).
Kirsten Peüliche est divorcée de l'acteur et metteur en scène Per Pallesen avec qui elle a eu comme enfants les actrices Trine et Sofie Pallesen.

## Filmographie partielle

### Au cinéma
- 1967 : Onkel Joakims hemmelighed (da) (aussi Nyhavns glade gutter) : Vicki (non créditée)
- 1969 : Farlig sommer (da) : Susanne Høyer
- 1969 : Tænk på et tal (da) : Miriam Levinsen
- 1971 : I morgen, min elskede (da) : Marca
- 1975 : Det gode og det onde (da) (documentaire)
- 1977 : Hærværk (da) : Johanne Jastrau
- 1977 : Pas på ryggen, professor! (da) : Rektors sekretær
- 1978 : Hvem myrder hvem? (da) : Tine
- 1980 : Trællenes børn (da) (voix)
- 1984 : Samson og Sally : Dolphin (voix)
- 1984 : Midt om natten (da) : Hustru (non créditée)
- 1986 : Cœurs flambés (Flamberede hjerter) : Sussi
- 1987 : Strit og Stumme (da) : Fjolle (voix)
- 1990 : Sirup (da) : En Krukke
- 2007 : Hvordan vi slipper af med de andre (da) : Inge
- 2018 : Wonderful Copenhagen (da) : Tanjas mor

## Récompenses et distinctions
- 1969 : Bodil de la meilleure actrice dans un second rôle pour Tænk på et tal